# Samuel Paul Welles
Samuel Paul Welles, född 9 november 1907 i Gloucester, Massachusetts, död  6 augusti 1997 i San Mateo, Kalifornien, var en amerikansk paleontolog som arbetade vid Museum of Palaeontology vid University of California, Berkeley.
Welles arbetade på 1930-talet i "Placerias-stenbrottet", nära St. Johns, Arizona tillsammans med Charles Lewis Camp. Bland Welles' och Camps fynd kan också nämnas den jättelika fisködlan Shonisaurus populari 1954 i vad som nu är Berlin-Ichthyosaur State Park i Nevada. Welles disputerade 1940 med en avhandling om svanödlor och mycket av hans arbete ägnades därefter åt denna grupp och åt theropoder.

## Beskrivna taxa
- Arizonasaurus babbitti, 1947
- Alzadasaurus colombiensis, 1962
- Dilophosaurus, 1970
- Hydrotherosaurus alexandrae, 1943
- Liliensternus, 1984

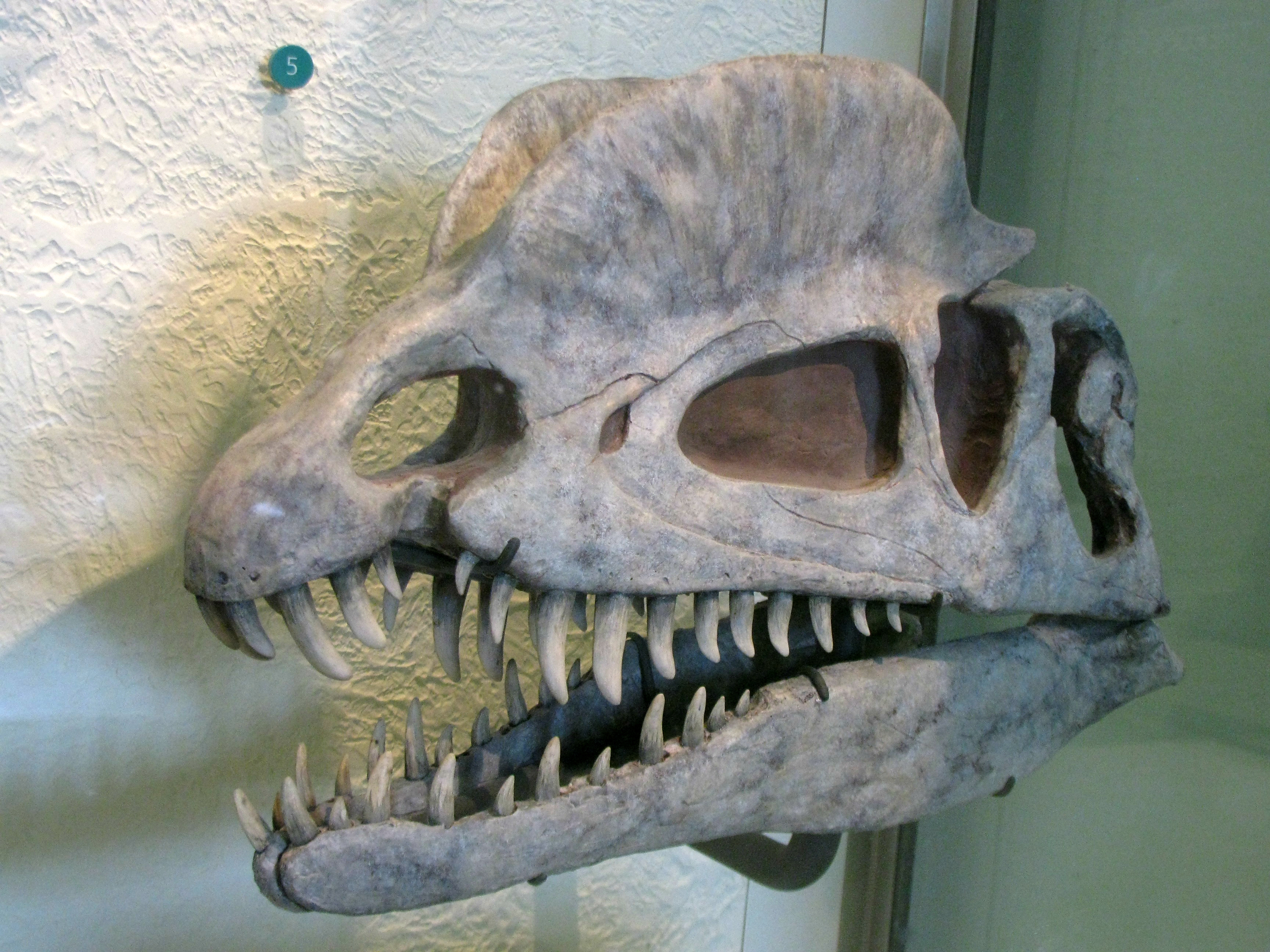
Avgjutning av en Dilophosaurus-skalle.

- Megalosaurus wetherilli, 1954 (1970 överförd till Dilophosaurus)
- Morenosaurus stocki, 1943
- Piveteausaurus, 1964
- Thalassomedon haningtoni, 1943